# Фрідьєш Пуя
Фрідьєш Пуя (Пуйя) (угор. Puja Frigyes; *2 лютого 1921, Баттон, Королівство Угорщина — †5 липня 2008, Будапешт) — угорський державний діяч і дипломат, міністр закордонних справ Угорської Народної Республіки (1973-1983).

## Біографія
- 1934-1945 — працював складачем.
- 1946-1949 — Секретар Угорської комуністичної (Баттон);
- 1949-1950 — Секретар Угорської робітничої партії області Чанад;
- 1951-1953 — Завідувач відділом МЗС;
- 1953-1955 — Посол в Швеції;
- 1954-1955 — Посол в Норвегії і Данії за сумісництвом;
- 1955-1959 — Посол в Австрії;
- 1959-1963 — Заступник міністра закордонних справ;
- 1963-1968 — Генеральний директор МЗС;
- 1968-1973 — перший замісник;
- 1973-1983 — Міністр закордонних справ Угорської Народної Республіки;
- 1983-1986 — Посол в Фінляндії;
- 1987-1993 — Голова Дитячого фонду УНР.